# Giuseppe Rosa
Giuseppe Rosa (Rocca Bernarda, 24 dicembre 1635 – Barletta, novembre 1694) è stato un arcivescovo cattolico italiano.

## Biografia
Dottore in diritto canonico, fu iniziato alla vita ecclesiastica arrivando a ricoprire il ruolo di vicario generale nelle diocesi di Strongoli, Avellino, Frigento e Squillace.
L'11 gennaio 1690 papa Alessandro VIII lo nominò arcivescovo metropolita di Nazareth in Barletta, Canne e Monteverde e il 22 gennaio ricevette l'ordinazione episcopale dal cardinale Pietro Francesco Orsini de Gravina e dai co-consacranti Giorgio Sotgia, vescovo di Bosa, e Marcello Cavalieri, vescovo di Gravina.
Mons. Rosa esercitò il suo episcopato in Nazareth fino alla morte, avvenuta a Barletta nel novembre 1694.

## Genealogia episcopale
La genealogia episcopale è:
- Cardinale Scipione Rebiba
- Cardinale Giulio Antonio Santori
- Cardinale Girolamo Bernerio, O.P.
- Arcivescovo Galeazzo Sanvitale
- Cardinale Ludovico Ludovisi
- Cardinale Luigi Caetani
- Cardinale Ulderico Carpegna
- Cardinale Paluzzo Paluzzi Altieri degli Albertoni
- Papa Benedetto XIII
- Arcivescovo Giuseppe Rosa